# Serie A2 de 2019-20 (basquetebol masculino)
A Temporada 2019-20 da Serie A2, também conhecida como Serie A2 Old Wild West por razões de patrocinadores, será a 45ª edição da competição de secundária do basquetebol masculino da Itália segundo sua piramide estrutural. É organizada pela Lega Pallacanestro sob as normas da FIBA e é dividida em Leste e Oeste.

## Clubes Participantes

#### Leste
| Clube                          | Cidade       | Arena                          | Capacidade |
| ------------------------------ | ------------ | ------------------------------ | ---------- |
| Amici Pallacanestro Udinese    | Údine        | PalaCarnera                    | 4 500      |
| Andrea Costa Imola             | Imola        | PalaRuggi                      | 2.000      |
| Basket Ravenna Piero Manetti   | Ravena       | Pala de Andrè                  | 3.200      |
| Cestistica Città di San Severo | San Severo   | Palasport Falcone e Borsellino | 2 500      |
| Kleb Basket Ferrara            | Ferrara      | Pala Hilton Pharma             | 3.504      |
| Pallacanestro Forlì 2.015      | Forlì        | Unieuro Arena                  | 6.511      |
| Pallacanestro Mantova          | Mantova      | PalaBam                        | 5.000      |
| Pallacanestro Orzinuovi        | Orzinuovi    | Centro Sportivo San Filippo    | 2 400      |
| Poderosa Montegranaro          | Montegranaro | PalaSavelli                    | 3.800      |
| Roseto Sharks                  | Roseto       | PalaMaggetti                   | 5.000      |
| Scaligera Basket Verona        | Verona       | PalaOlimpia                    | 5.350      |
| JuveCaserta                    | Caserta      | PalaMaggiò                     | 6 387      |
| UCC Piacenza                   | Piacenza     | PalaBanca                      | 4.500      |
| Urania Basket Milano           | Milão        | PalaIseo                       |            |

#### Oeste
| Clube                             | Cidade         | Arena                  | Capacidade |
| --------------------------------- | -------------- | ---------------------- | ---------- |
| Fortitudo Agrigento               | Agrigento      | PalaMoncada            | 3.200      |
| Bergamo Basket                    | Bergamo        | PalaNorda              | 2.250      |
| Pallacanestro Biella              | Biella         | BiellaForum            | 5.707      |
| Orlandina Basket                  | Capo d'Orlando | PalaFantozzi           | 3.613      |
| Junior Libertas Casale Monferrato | Casale M.      | PalaFerraris           | 3.508      |
| Latina Basket                     | Latina         | PalaBianchini          | 2.500      |
| Napoli Basket                     | Nápoles        | PalaBarbuto            | 5.500      |
| NPC Rieti Pallacanestro           | Rieti          | PalaSojourner          | 3.550      |
| Eurobasket Roma                   | Roma           | Palazzetto dello Sport | 3.500      |
| Basket Scafati                    | Scafati        | PalaMagnano            | 3.700      |
| Basket Torino                     | Turim          | PalaRuffini            | 4.500      |
| Derthona Basket                   | Tortona        | PalaOltrepò            | 1.500      |
| Pallacanestro Trapani             | Trapani        | Palaillio              | 4.575      |
| Blu Basket Treviglio              | Treviglio      | PalaFacchetti          | 2.880      |

|  |                                             |
|  | Promovidos da Serie B na temporada anterior |
|  | Rebaixados da Serie A na temporada anterior |

## Formato
A competição é disputada por 32 equipes divididas em dois torneios distintos de temporada regular, Leste e Oeste, onde as equipes se enfrentam com jogos sendo mandante e visitante, determinando ao término desta as colocações do primeiro ao último colocados. Prevê-se a promoção à Serie A ao vencedor dos playoffs.

## Temporada Regular

### Tabela de Classificação

#### Leste
| Pos. | Clube                                  | Pts. | J  | V  | D  | PF   | PC   | Dif. | Classificação     |
| ---- | -------------------------------------- | ---- | -- | -- | -- | ---- | ---- | ---- | ----------------- |
| 1    | OraSì Ravenna                          | 40   | 25 | 20 | 5  | 1978 | 1845 | 133  | Playoffs          |
| 2    | Unieuro Forlì                          | 34   | 24 | 17 | 7  | 1937 | 1790 | 147  | Playoffs          |
| 3    | Tezenis Verona                         | 30   | 24 | 15 | 9  | 1882 | 1755 | 127  | Playoffs          |
| 4    | Pompea Mantova                         | 30   | 25 | 15 | 10 | 1927 | 1803 | 124  | Playoffs          |
| 5    | Apu Old Wild West Udine                | 30   | 25 | 15 | 10 | 1977 | 1867 | 110  | Playoffs          |
| 6    | Feli Pharma Ferrara                    | 28   | 24 | 14 | 10 | 1901 | 1904 | -3   | Playoffs          |
| 7    | Urania Basket Milano                   | 24   | 25 | 12 | 13 | 1948 | 1897 | 51   | Playoffs          |
| 8    | UCC Assigeco Piacenza                  | 20   | 24 | 10 | 14 | 1799 | 1878 | -79  | Playoffs          |
| 9    | Le Naturelle Imola Basket              | 20   | 24 | 10 | 14 | 1858 | 2010 | -152 |                   |
| 10   | Allianz Pazienza Cestistica San Severo | 20   | 25 | 10 | 15 | 1920 | 1997 | -77  |                   |
| 11   | XL Extralight Montegranaro             | 18   | 24 | 9  | 15 | 1928 | 1947 | -19  |                   |
| 12   | Sporting Club Juvecaserta              | 18   | 24 | 9  | 15 | 1868 | 1946 | -78  | Playouts          |
| 13   | Sapori Veri Roseto                     | 16   | 25 | 8  | 17 | 1818 | 2006 | -188 | Playouts          |
| 14   | Agribertocchi Orzinuovi                | 14   | 24 | 7  | 17 | 1887 | 1983 | -96  | Rebaixado Serie B |

|  |                                         |
|  | Promovido à Serie A                     |
|  | Classificados aos playoffs              |
|  | Classificados para disputar permanência |
|  | Rebaixados diretamente para a Serie B   |

| Casa\Visitante             | UDI   | IMO    | RAV   | CES   | FER    | FOR   | MAN   | ORZ   | MON   | ROS     | VER   | JUC   | PIA   | URA   |
| -------------------------- | ----- | ------ | ----- | ----- | ------ | ----- | ----- | ----- | ----- | ------- | ----- | ----- | ----- | ----- |
| Apu Old Wild West Udine    |       | 104-72 | 82-72 | 74-66 | 69-74  | 81-69 | 71-73 | 84-63 | 88-75 | 84-61   | 81-95 | 76-86 | 73-84 | 85-90 |
| Le Naturelle Imola Basket  | 75-84 |        | 96-92 | 78-67 | 81-72  | 77-99 | 81-99 |       | 73-80 | 84-62   | 65-77 | 76-74 | 85-87 | 77-76 |
| OraSì Ravenna              | 73-65 |        |       | 70-57 | 72-67  | 86-73 | 68-71 | 81-74 | 87-81 | 81-69   | 69-65 | 97-92 | 85-80 | 86-78 |
| Cestistica di San Severo   | 80-83 | 84-82  | 77-79 |       | 81-77  | 62-63 | 64-78 | 90-84 | 73-67 | 79-78   | 73-83 | 86-77 | 76-70 | 84-76 |
| Feli Pharma Ferrara        | 83-71 | 89-68  | 69-88 | 93-87 |        |       | 83-74 | 78-77 | 99-97 |         | 70-76 | 94-78 | 76-70 | 76-71 |
| Unieuro Forlì              | 80-74 |        | 70-76 | 89-78 | 104-90 |       | 87-77 | 92-96 | 71-65 | 96-54   | 83-69 | 77-80 | 81-67 | 80-79 |
| Pompea Mantova             | 86-83 | 69-74  | 74-75 | 70-79 | 67-69  | 92-86 |       | 81-70 | 78-81 |         |       | 82-66 | 78-52 | 69-71 |
| Agribertocchi Orzinuovi    |       | 72-79  | 74-76 | 89-83 | 89-93  | 67-84 | 79-78 |       | 74-73 | 94-87   | 78-74 | 73-83 |       | 65-77 |
| XL Extralight Montegranaro | 79-91 | 83-90  |       | 98-74 | 77-79  | 86-89 | 75-83 | 95-93 |       | 78-79   | 86-89 | 82-74 | 76-78 |       |
| Sapori Veri Roseto         | 74-87 | 82-66  | 66-88 | 67-78 | 82-68  | 56-69 | 62-82 | 87-82 | 64-71 |         | 76-84 | 84-72 | 88-77 | 80-55 |
| Tezenis Verona             | 68-70 | 87-70  | 84-63 |       | 85-72  | 71-58 | 56-69 | 90-88 |       | 82-62   |       | 85-64 | 65-70 | 79-86 |
| JuveCaserta                |       | 84-94  | 67-85 | 89-79 |        | 62-83 | 77-61 | 85-83 | 72-76 | 112-113 | 64-62 |       | 83-77 | 72-84 |
| UCC Piacenza               | 56-77 | 100-79 | 68-75 | 78-75 | 87-83  |       | 66-81 | 72-68 | 76-80 | 87-67   |       | 68-90 |       | 79-87 |
| Urania Basket Milano       | 68-71 | 95-68  | 78-62 | 81-82 | 71-72  | 70-72 | 72-78 | 92-82 | 88-91 | 73-62   | 73-81 |       | 72-68 |       |

#### Oeste
| Pos. | Clube                            | Pts. | J  | V  | D  | PF   | PC   | Dif. | Classificação     |
| ---- | -------------------------------- | ---- | -- | -- | -- | ---- | ---- | ---- | ----------------- |
| 1    | Reale Mutua Torino               | 36   | 25 | 18 | 7  | 2027 | 1850 | 177  | Playoffs          |
| 2    | MRinnovabili Agrigento           | 32   | 25 | 16 | 9  | 1967 | 1869 | 98   | Playoffs          |
| 3    | Novipiù Casale Monferrato        | 32   | 25 | 16 | 9  | 1872 | 1816 | 56   | Playoffs          |
| 4    | Edilnol Biella                   | 28   | 24 | 14 | 10 | 1837 | 1722 | 115  | Playoffs          |
| 5    | BCC Treviglio                    | 28   | 24 | 14 | 10 | 1713 | 1696 | 17   | Playoffs          |
| 6    | 2B Control Trapani               | 28   | 25 | 14 | 11 | 1826 | 1779 | 47   | Playoffs          |
| 7    | Zeus Energy Group Rieti          | 28   | 25 | 14 | 11 | 1856 | 1847 | 9    | Playoffs          |
| 8    | GeVi Napoli                      | 26   | 25 | 13 | 12 | 1784 | 1787 | -3   | Playoffs          |
| 9    | Bertram Tortona                  | 26   | 25 | 13 | 12 | 1835 | 1872 | -37  |                   |
| 10   | Givova Scafati                   | 22   | 24 | 11 | 13 | 1879 | 1834 | 45   |                   |
| 11   | Benacquista Assicurazioni Latina | 20   | 25 | 10 | 15 | 1910 | 1944 | -34  |                   |
| 12   | Eurobasket Roma                  | 14   | 24 | 7  | 17 | 1786 | 1900 | -114 | Playouts          |
| 13   | Orlandina Basket                 | 14   | 24 | 7  | 17 | 1625 | 1812 | -187 | Playouts          |
| 14   | Bergamo Basket                   | 10   | 24 | 5  | 19 | 1731 | 1920 | -189 | Rebaixado Serie B |

|  |                                         |
|  | Promovido à Serie A                     |
|  | Classificados aos playoffs              |
|  | Classificados para disputar permanência |
|  | Rebaixados diretamente para a Serie B   |

| Casa\Visitante            | FOR   | BER    | BIE   | ORL    | MFR   | LAT   | NAP   | RIE   | EUR   | SCA   | TOR   | BER   | TRA    | TRE   |
| ------------------------- | ----- | ------ | ----- | ------ | ----- | ----- | ----- | ----- | ----- | ----- | ----- | ----- | ------ | ----- |
| Fortitudo Agrigento       |       | 85-65  | 84-68 |        | 79-70 | 91-71 | 83-68 | 92-81 | 89-76 | 77-67 | 92-91 | 74-63 | 66-70  | 78-75 |
| Bergamo Basket            | 66-81 |        | 76-89 |        | 70-68 | 75-79 | 56-83 | 74-80 | 77-71 | 65-63 | 96-98 | 89-65 | 72-85  | 64-82 |
| Edinol Biella             | 92-82 | 75-58  |       | 88-74  | 69-84 | 95-93 | 72-63 | 93-64 |       |       | 83-71 | 78-61 | 78-66  | 78-79 |
| Orlandina Basket          | 59-68 | 67-54  |       |        | 68-77 | 87-73 | 72-63 | 82-84 | 75-74 | 72-78 | 64-74 | 75-88 | 47-77  | 71-76 |
| Novipiù Casale Monferrato | 85-76 | 78-74  |       | 88-73  |       | 82-76 | 77-62 |       | 81-80 | 64-72 | 63-85 |       | 52-77  |       |
| Latina Basket             | 87-93 | 66-64  | 72-67 | 79-63  | 82-84 |       | 68-82 | 72-74 | 83-64 | 76-77 | 79-77 | 70-88 | 79-83  | 80-57 |
| GeVi Napoli               | 64-74 | 77-75  | 74-60 | 79-46  | 74-94 | 80-85 |       | 79-68 |       | 75-68 | 64-57 | 69-64 |        | 59-81 |
| Zeus Energy Group Rieti   | 84-76 |        | 63-73 | 71-56  | 82-58 | 84-78 |       |       | 72-85 | 90-81 | 82-75 | 71-67 | 69-63  | 70-63 |
| Eurobasket Roma           | 81-77 | 85-74  | 68-79 | 81-77  | 85-89 | 66-78 | 85-82 | 69-67 |       | 82-91 | 87-92 |       | 65-84  |       |
| Givova Scafati            | 90-73 | 117-84 | 59-53 | 103-65 | 71-75 |       | 82-84 | 74-79 | 68-72 |       | 67-73 |       | 101-92 | 92-95 |
| Reale Mutua Torino        | 86-72 | 84-80  | 79-71 | 81-85  | 76-65 |       | 77-59 | 79-74 | 85-83 | 79-50 |       | 76-70 | 96-73  | 84-86 |
| Bertram Tortona           |       | 84-69  | 93-91 | 60-57  | 74-70 | 83-77 | 67-79 | 84-75 | 66-65 | 81-71 | 69-80 |       | 76-75  | 67-68 |
| 2B Control Trapani        | 63-56 | 72-78  | 73-69 | 59-67  | 62-60 | 67-74 | 75-83 | 77-66 | 72-61 | 89-88 |       | 90-83 |        | 74-61 |
| BCC Treviglio             |       |        | 53-60 | 74-67  | 59-68 | 69-65 | 73-58 | 66-52 | 75-71 | 65-67 | 68-80 | 69-72 | 70-59  |       |

## Playouts
Participam desta repescagem, os 14º e 15º colocados em cada grupo (Leste e Oeste) que se cruzam (14ºx15º) em "melhor-de-três" sendo que os dois vencedores desta semifinal permanecem na divisão e os dois derrotados enfrentam-se, também em "melhor-de-três", para apurar entre dos dois qual será rebaixado e qual permanecerá. 
|  | Semifinais | Semifinais | Semifinais |  |  | Final | Final | Final |
|  |            |            |            |  |  |       |       |       |
|  |            |            |            |  |  |       |       |       |
|  |            |            |            |  |  |       |       |       |
|  |            |            |            |  |  |       |       |       |
|  |            |            |            |  |  |       |       |       |
|  |            |            |            |  |  |       |       |       |
|  |            |            |            |  |  |       |       |       |

| Time 1 | Série | Time 2 | 1º Jogo | 2º Jogo | 3º Jogo | 4º Jogo | 5º Jogo |
| ------ | ----- | ------ | ------- | ------- | ------- | ------- | ------- |
|        | -     |        |         |         |         |         |         |
|        | -     |        |         |         |         |         |         |

| Time 1 | Série | Time 2 | 1º Jogo | 2º Jogo | 3º Jogo | 4º Jogo | 5º Jogo |
| ------ | ----- | ------ | ------- | ------- | ------- | ------- | ------- |
|        | -     |        |         |         |         |         |         |

## Playoffs
|  | Oitavas de final | Oitavas de final |  |  | Quartas de final | Quartas de final |  |  | Semifinais | Semifinais |  |  | Final | Final |
|  |                  |                  |  |  |                  |                  |  |  |            |            |  |  |       |       |
|  |                  |                  |  |  |                  |                  |  |  |            |            |  |  |       |       |
|  |                  |                  |  |  |                  |                  |  |  |            |            |  |  |       |       |
|  |                  |                  |  |  |                  |                  |  |  |            |            |  |  |       |       |
|  |                  |                  |  |  |                  |                  |  |  |            |            |  |  |       |       |
|  |                  |                  |  |  |                  |                  |  |  |            |            |  |  |       |       |
|  |                  |                  |  |  |                  |                  |  |  |            |            |  |  |       |       |
|  |                  |                  |  |  |                  |                  |  |  |            |            |  |  |       |       |
|  |                  |                  |  |  |                  |                  |  |  |            |            |  |  |       |       |
|  |                  |                  |  |  |                  |                  |  |  |            |            |  |  |       |       |
|  |                  |                  |  |  |                  |                  |  |  |            |            |  |  |       |       |
|  |                  |                  |  |  |                  |                  |  |  |            |            |  |  |       |       |
|  |                  |                  |  |  |                  |                  |  |  |            |            |  |  |       |       |
|  |                  |                  |  |  |                  |                  |  |  |            |            |  |  |       |       |
|  |                  |                  |  |  |                  |                  |  |  |            |            |  |  |       |       |
|  |                  |                  |  |  |                  |                  |  |  |            |            |  |  |       |       |
|  |                  |                  |  |  |                  |                  |  |  |            |            |  |  |       |       |
|  |                  |                  |  |  |                  |                  |  |  |            |            |  |  |       |       |
|  |                  |                  |  |  |                  |                  |  |  |            |            |  |  |       |       |
|  |                  |                  |  |  |                  |                  |  |  |            |            |  |  |       |       |
|  |                  |                  |  |  |                  |                  |  |  |            |            |  |  |       |       |
|  |                  |                  |  |  |                  |                  |  |  |            |            |  |  |       |       |
|  |                  |                  |  |  |                  |                  |  |  |            |            |  |  |       |       |
|  |                  |                  |  |  |                  |                  |  |  |            |            |  |  |       |       |
|  |                  |                  |  |  |                  |                  |  |  |            |            |  |  |       |       |
|  |                  |                  |  |  |                  |                  |  |  |            |            |  |  |       |       |
|  |                  |                  |  |  |                  |                  |  |  |            |            |  |  |       |       |
|  |                  |                  |  |  |                  |                  |  |  |            |            |  |  |       |       |
|  |                  |                  |  |  |                  |                  |  |  |            |            |  |  |       |       |
|  |                  |                  |  |  |                  |                  |  |  |            |            |  |  |       |       |
|  |                  |                  |  |  |                  |                  |  |  |            |            |  |  |       |       |
|  |                  |                  |  |  |                  |                  |  |  |            |            |  |  |       |       |
|  |                  |                  |  |  |                  |                  |  |  |            |            |  |  |       |       |
|  |                  |                  |  |  |                  |                  |  |  |            |            |  |  |       |       |
|  |                  |                  |  |  |                  |                  |  |  |            |            |  |  |       |       |
|  |                  |                  |  |  |                  |                  |  |  |            |            |  |  |       |       |
|  |                  |                  |  |  |                  |                  |  |  |            |            |  |  |       |       |
|  |                  |                  |  |  |                  |                  |  |  |            |            |  |  |       |       |
|  |                  |                  |  |  |                  |                  |  |  |            |            |  |  |       |       |
|  |                  |                  |  |  |                  |                  |  |  |            |            |  |  |       |       |
|  |                  |                  |  |  |                  |                  |  |  |            |            |  |  |       |       |
|  |                  |                  |  |  |                  |                  |  |  |            |            |  |  |       |       |
|  |                  |                  |  |  |                  |                  |  |  |            |            |  |  |       |       |
|  |                  |                  |  |  |                  |                  |  |  |            |            |  |  |       |       |
|  |                  |                  |  |  |                  |                  |  |  |            |            |  |  |       |       |

#### Oitavas de final
| Time 1 | Série | Time 2 | 1º Jogo | 2º Jogo | 3º Jogo | 4º Jogo | 5º Jogo |
| ------ | ----- | ------ | ------- | ------- | ------- | ------- | ------- |
|        | -     |        |         |         |         |         |         |
|        | -     |        |         |         |         |         |         |
|        | -     |        |         |         |         |         |         |
|        | -     |        |         |         |         |         |         |
|        | -     |        |         |         |         |         |         |
|        | -     |        |         |         |         |         |         |
|        | -     |        |         |         |         |         |         |
|        | -     |        |         |         |         |         |         |

#### Quartas de final
| Time 1 | Série | Time 2 | 1º Jogo | 2º Jogo | 3º Jogo | 4º Jogo | 5º Jogo |
| ------ | ----- | ------ | ------- | ------- | ------- | ------- | ------- |
|        | -     |        |         |         |         |         |         |
|        | -     |        |         |         |         |         |         |
|        | -     |        |         |         |         |         |         |
|        | -     |        |         |         |         |         |         |

#### Semifinal
| Time 1 | Série | Time 2 | 1º Jogo | 2º Jogo | 3º Jogo | 4º Jogo | 5º Jogo |
| ------ | ----- | ------ | ------- | ------- | ------- | ------- | ------- |
|        | -     |        |         |         |         |         |         |
|        | -     |        |         |         |         |         |         |

#### Final
| Time 1 | Série | Time 2 | 1º Jogo | 2º Jogo | 3º Jogo | 4º Jogo | 5º Jogo |
| ------ | ----- | ------ | ------- | ------- | ------- | ------- | ------- |
|        | -     |        |         |         |         |         |         |

## Artigos relacionados
- Serie A
- Serie B
- Seleção Italiana de Basquetebol